# Pietro Zucchinetti
Pietro Zucchinetti (Genova, 4 giugno 1887 – Genova, 3 dicembre 1965) è stato un calciatore italiano, di ruolo portiere.

## Carriera
Socio del Genoa, nel 1904 vinse con i rossoblu la Seconda Categoria, una sorta di campionato giovanile ante-litteram, battendo nella finale del 17 aprile 4-0 la Juventus II.
Esordì in prima squadra nel 1905 nel derby casalingo del 5 febbraio pareggiato per 0 a 0 contro l'Andrea Doria.
Zucchinetti disputò in quella stagione altri due incontri tra le file della prima squadra: il secondo derby contro l'Andrea Doria vinto per 1 a 0 il 19 febbraio ed il match pareggiato contro l'US Milanese per 2 a 2 il 9 aprile.
In quella stagione partecipa anche alla Seconda Categoria tra le file della seconda squadra. Il 26 febbraio è alla difesa della porta rossoblu nella rotonda vittoria per 4 a 0 contro l'Andrea Doria II che permise la vittoria nelle eliminatorie liguri. 
Nonostante le buone premesse le riserve rossoblu nel Girone Finale ottennero un solo punto venendo relegate all'ultimo posto.
Zucchinetti non tornò più a giocare con la prima squadra, disputando solo incontri con le riserve.

## Palmarès

### Calciatore

#### Club

##### Competizioni nazionali
- Seconda Categoria: 1

Genoa II: 1904